# Schlüchtern (Schalksmühle)
Schlüchtern ist ein Wohnplatz in der Gemeinde Schalksmühle im Märkischen Kreis im Regierungsbezirk Arnsberg in Nordrhein-Westfalen (Deutschland).

## Lage und Beschreibung
Der Ortsteil liegt am Westhang des Volmetals oberhalb von Twieströmen flussabwärts von Dahlerbrück an der Stadtgrenze zu Breckerfeld und zu Hagen. Im Laufe der Zeit verlagerte sich der Siedlungsbereich südwärts, so dass der Ort der Ursprungssiedlung heute unbebaut ist.
Weitere Nachbarorte auf dem Schalksmühler Gemeindegebiet sind Im Dahl, Huxhardt, Hüsmecke, Pulvermühle und über die Volme hinweg Linscheid, Linscheiderbecke, Linscheiderschule, Muhle und Hellhof, sowie auf Hagener Stadtgebiet Muhlerohl und auf Breckerfelder Stadtgebiet Bühren, Oberbühren, Sommerhagen und Stöcken.

## Geschichte
Schlüchtern gehörte bis zum 19. Jahrhundert der Bauerschaft Bühren des Kirchspiels Breckerfeld an. Ab 1816 war der Ort Teil des Landkirchspiels Breckerfeld in der Bürgermeisterei Breckerfeld im Landkreis Hagen. Der Ort ist auf der Preußischen Uraufnahme von 1840 unbeschriftet verzeichnet. Ab der Preußischen Neuaufnahme von 1892 ist der Ort auf Messtischblättern der TK25 als Schlüchtern verzeichnet.
Die Gemeinde- und Gutbezirksstatistik der Provinz Westfalen führt 1871 den Ort als Hof unter dem Namen Schlüchtern mit einem Wohnhaus und sechs Einwohnern auf. Das Gemeindelexikon für die Provinz Westfalen gibt 1885 für Im Schlüchtern eine Zahl von sieben Einwohnern an, die in zwei Wohnhäusern lebten. 1895 besitzt der Ort ein Wohnhaus mit drei Einwohnern.
Die Landgemeinde Breckerfeld mit Schlüchtern wurde 1899 mit der Stadtgemeinde Breckerfeld zu der erweiterten Stadt Breckerfeld vereinigt. 1905 werden zwei Wohnhäuser und 47 Einwohner angegeben.
Am 1. Januar 1970 wurde im Rahmen der kommunalen Neugliederung in Nordrhein-Westfalen aufgrund des Gesetzes zur Neugliederung des Ennepe-Ruhr-Kreises ein größerer Ortsbereich bei Im Dahl von Breckerfeld abgespalten und in Schalksmühle eingemeindet. Seitdem gehört Schlüchtern politisch zu Schalksmühle, das 1975 auf Grund des Sauerland/Paderborn-Gesetzes Teil des neu geschaffenen Märkischen Kreises wurde.